# انقضاض (حرب)
انقضاض أو هجمة (بالإنجليزية: Charge)‏، وهي مناورة قتالية يتقدم خلالها المقاتلون نحو أعدائهم بأقصى سرعة ليشتبكوا في قتال متلاحم، وعادةً ما يكون هذا القتال في صورة مشاجرة. تعتبر هذه المناورة أهم طرق الهجوم المفاجئ وكانت تمثل التكتيك الأساسي واللحظة الفارقة في العديد من المعارك على مر التاريخ. عادة ما تتضمن مناورات الهجمات الحديثة مجموعات صغيرة مسلحة بأسلحة نارية ذات معدل إطلاق عالِ لتهاجم مواقع دفاعية فردية، مثل أحد الملاجئ العسكرية، بدلًا من المجموعات القتالية الكبيرة التي تهاجم مجموعةً أخرى أو أحد الحصون الدفاعية.

## هجمات المشاة

### الهجمات قديمًا
يمكن افتراض أن هذه الهجمات قد مورست في حروب ما قبل التاريخ، لكن الأدلة الواضحة تأتي فقط من المجتمعات المقدمة اللاحقة. تضمنت تكتيكات الكتيبة اليونانية الكلاسيكية مسيرة نهج منظمة، للاقتراب من العدو مع هجمة نهائية للانقضاض عليه..

### هجمات المرتفعات
طورت القوات الأيرلندية والاسكتلندية في نهاية القرن السادس عشر، استجابةً لبدء استخدام الأسلحة النارية، تكتيكًا يدمج بين استخدام وابل رصاصات الأسلحة النارية مع القتال المتلاحم السريع باستخدام السيوف. وكان هذا التكتيك ناجحًا في البداية، ولكن يمكن مقاومته من خلال التدريب الفعال وتطوير تكتيكات الحربة الدفاعية.

### هجمة الحربة
أدى تطوير سلاح الحربة في أواخر القرن السابع عشر إلى انتشار مناورة هجمة الحربة لتصبح تكتيك الانقضاض الرئيسي للمشاة خلال القرن الثامن عشر والقرن التاسع عشر وحتى القرن العشرين. كان العلماء التكتيكيون يلاحظون أن أغلب هذه التكتيكات لم تؤد إلى قتال متلاحم، ويعود تاريخ ذلك حتى القرن التاسع عشر. فبدلًا من هذا القتال المتلاحم، كان أحد الجوانب يفر قبل بداية القتال بالحربة بشكل فعلي. وظلت هذه الحراب مُثبتةً في الأسلحة بعد ذلك للأغراض المعنوية بشكل رئيسي، حتى تكون إشارةً للحليف أو العدو بالاستعداد للقتل عند القتال المتلاحم.

## عصر الأسلحة النارية
في عصر الأسلحة النارية، فإن العوامل المتغيرة الأساسية تكون في سرعة التقدم مقابل فعالية إطلاق النار. إذا تقدم المهاجمون بمعدل أسرع مما يمكن للمدافعين قتلهم أو تعطيلهم، فسيصل المهاجمون إلى المدافعين، لكن مع احتمالية إيقاع خسائر في صفوفهم. هذه المعادلة البسيطة تتضمن عوامل أخرى، التوقيت وتغطية النار والتنظيم والتشكيل والتضاريس، من بين أمور أخرى. قد تترك هجمات فاشلة المهاجمين عرضة لهجمة مضادة.حدث ارتفاع مستمر في معدل استخدام إطلاق النار في الجيش مدة 700 عام الماضية تقريبًا، ومع أن الهجمات الكبيرة اختُرقت بنجاح، فقد حققت انتصارات أيضًا. منذ منتصف القرن التاسع عشر أصبحت الهجمات المباشرة أقل نجاحًا، خاصةً منذ إدخال البنادق التقليدية والبنادق الرشاشة والمدفعية التي تعمل بتخزين المؤخرة. غالبًا لا تزال مفيدة على نطاق أصغر بكثير في المناطق المحدودة حيث لا يمكن استخدام القوة النارية للعدو. استُخدمت هجمات الحربة في أوائل القرن العشرين، لكنها غالبًا اقتصرت على الاستخدام ضد خصم ذي قوة نارية أدنى، أو ببساطة شكلًا من أشكال الهجوم الانتحاري لإرهاب العدو.
في العصر الحديث، انقرضت هجمات الالتحام عمليًا مع استثناءات من مكافحة الشغب وقتال الشوارع، وهجمات قليلة معركة داني بوي. تتم تكتيكات الهجمات العسكرية أساسًا مع مركبات مكافحة مدرعة مثل الدبابات ومركبات المشاة والسيارات المدرعة. يمكن لهذه المركبات القتالية البرية التقدم مباشرة تحت غطاء من النيران، أو نقل المهاجمين المشاة بسرعة إلى القرب من موضع الهدف لمهاجمته والاستيلاء عليه. الهجمات الجوية أيضًا تكتيك يستخدم كثيرًا لإدراج غارات عملية خاصة ضد أهداف عالية القيمة.